# رالف ياربوروف
رالف ويبستر ياربوروف (8 يونيو 1903-27 يناير 1996)، كان سياسيًا ومحاميًا أمريكيًا من تكساس. خدم في مجلس الشيوخ الأمريكي من عام 1957 حتى عام 1971، وكان زعيمًا للجناح التقدمي في حزبه. رفض ياربوروف جنبًا إلى جنب مع قائد الأغلبية في مجلس الشيوخ ليندون بي. جونسون والناطق باسم مجلس النواب سام رايبورن، ولكن على عكس معظم أعضاء الكونغرس الجنوبيين، دعم البيان الجنوبي لعام 1956؛ والذي دعا إلى مقاومة الاندماج العنصري للمدارس والأماكن العامة الأخرى. صوت ياربوروف لصالح قوانين الحقوق المدنية لعام 1957، و1960، و1964، و1968، وذلك بالإضافة إلى التعديل الرابع والعشرين لدستور الولايات المتحدة، وقانون حق التصويت الخاص بعام 1965، وتأكيد ثورغود مارشال أمام المحكمة العليا الأمريكية. كان ياربوروف واحدًا من ثلاثة أعضاء من مجلس الشيوخ الجنوبيين فقط، إلى جانب ستيوارت سايمينغتون من ميزوري ومايك مونروني من أوكلاهوما، الذين صوتوا على جميع مشاريع القوانين الخمسة.
وُلِد ياربوروف في تشاندلر في تكساس، ومارس القانون في مدينة إل باسو بعد تخرجه من كلية الحقوق بجامعة تكساس. أصبح مساعدًا للمدعي العام في تكساس جيمس ألريد في عام 1931، وتخصص في مقاضاة شركات النفط الكبرى. انتُخِب ألريد لاحقًا حاكمًا لولاية تكساس، وعُين ياربوروف قاضٍ في مقاطعة ترافيس. ترشح ياربوروف مرارًا لمنصب الحاكم بعد الخدمة في جيش الولايات المتحدة خلال الحرب العالمية الثانية؛ وعارض بذلك الفئة المحافظة من الديمقراطيين بقيادة آلان شيفرز. استقال برايس دانيال من مجلس الشيوخ بعد فوزه في انتخابات حاكم الولاية لعام 1956، وفاز ياربوروف بالانتخابات الخاصة ليقضي ما تبقى من فترة دانيال. فاز في الانتخابات لمدة ولاية كاملة في عام 1958، وأُعيد انتخابه مرة أخرى في عام 1964 متغلبًا على رئيس الحزب الجمهوري في مقاطعة هاريس جورج بوش الأب في الدورة الانتخابية الأخيرة.
عُرِف ياربوروف باسم «رالف المبتسم» واستخدم في حملاته شعار «دعونا نضع المربى على الرف السفلي حتى يتمكن قصار القامة من الوصول إليه». أيد بقوة مجموعة برامج «المجتمع العظيم» التي تشمل برنامجي ميديكير وميديكيد، وتشريع الحرب على الفقر، والدعم الفيدرالي للتعليم العالي وقدامى المحاربين والعديد من البرامج الأخرى. شارك في كتابة قانون الأنواع المهددة بالانقراض، وكان من أقوى مؤيدي محمية بيغ ثيكيت الوطنية. انتقد ياربوروف حرب فيتنام ودعم روبرت إف.كينيدي في الانتخابات الرئاسية لعام 1968 حتى اغتيال الأخير.
خسر ياربوروف إعادة ترشيحه لصالح لويد بنتسن في عام 1970، والتي وُجِّهت حملته ضد حملة ياربوروف. حاول الفوز في الانتخابات التمهيدية الديمقراطية لعام 1972 لمقعد تكساس الآخر في مجلس الشيوخ؛ ولكنه خسر الانتخابات التمهيدية لصالح بيرفوت ساندرز. لم يسع ياربوروف لأي منصب عام بعد عام 1972.

## الصعود السياسي

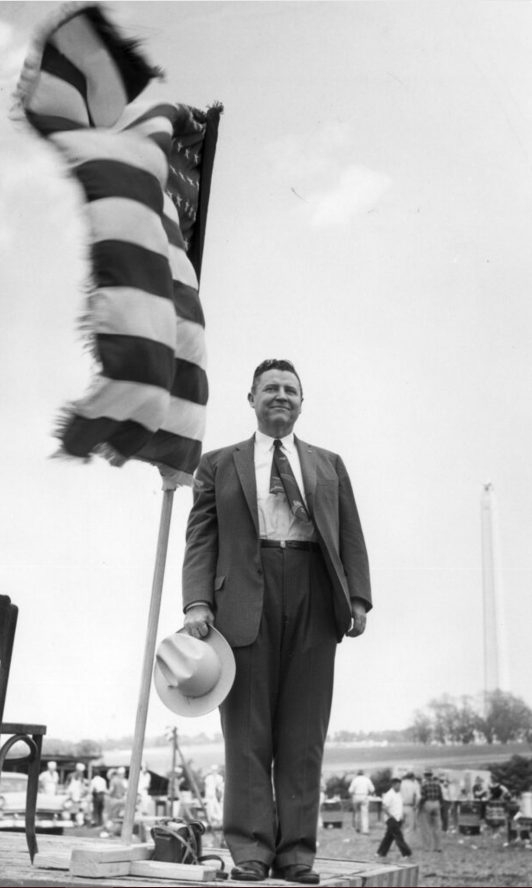
رالف ياربوروف في تجمع جماهيري عام 1958 للدلالة على بروزه أمام العلن.

### الترشح لمنصب الحاكم
شُجِّع ياربوروف على الترشح مرة أخرى لمنصب المدعي العام لولاية تكساس في عام 1952؛ وخطط لذلك حتى تلقى إهانة شخصية من الحاكم آلان شيفرز الذي طلب منه عدم الترشح. استقال وزير خارجية ولاية تكساس جون بن شيبرد في ربيع عام 1952 وانتُخب مدعيًا عامًا في ذلك العام. استمرت خدمته على مدار ولايتين لمدة عامين. خاض ياربوروف الانتخابات التمهيدية للحكام في عامي 1952 و1954 ضد أتباع شيفرز المحافظين غضبًا منه، واستمد الدعم من النقابات العمالية والليبراليين. استنكر ياربوروف أتباع شيفرز «الفئة المحافظة» بسبب احتيال المحاربين القدامى في مجلس تكساس للمحاربين القدامى التابع لمكتب الأراضي العام في تكساس، ولتأييده لائحة أيزنهاور/نيكسون الجمهورية في عامي 1952 و1956، وذلك بدلاً من الديمقراطي أدلاي ستيفنسون من إلينوي. صور شيفرز ياربوروف على أنه اندماجي يدعمه الشيوعيون والنقابات. كانت انتخابات عام 1954 سيئة بشكل خاص بسبب تلاعب شيفرز بموضوع العرق، ويعود سبب ذلك إلى العام الذي اتُخِذ به قرار بشأن قضية براون ضد مجلس التعليم؛ واستفاد شيفرز من قرار المحكمة من أجل اللعب على مخاوف الناخبين، فكاد ياربوروف بذلك أن يُسبب الإزعاج لشيفرز.
وصل ياربوروف في عام 1956 إلى المرحلة التمهيدية للحكم ضد السناتور الأمريكي برايس دانيال. خاض مؤرخ تكساس جيه. إيفيتس هالي الانتخابات التمهيدية لليمين السياسي لكل من دانيال وياربوروف ولكنه خسر. ظهرت علامات فوز ياربوروف في المرحلة الأولى، وذلك بعد تأييد خصمه السابق والحاكم السابق دبليو. لي أودانيال له، وشن هجمات عنيفة على المرشحين المدعومين من قبل شيفرز، ولكنه تفوق على دانيال بحوالي تسعة آلاف صوت. اعتقد ياربوروف، وأنصاره، وكاتب سيرته الذاتية أن الانتخابات قد سُرقت بسبب التصويت غير المنتظم في شرق تكساس؛ وأن ياربوروف فاز بالفعل في جولة الإعادة بمقدار ثلاثين ألف صوت. رفعت ترشيحات ياربوروف لمنصب الحاكم من مكانته وشعبيته في الولاية، فاستمر بحملته لمنصب الحاكم لمدة ست سنوات متتالية.

### تحوله إلى سيناتور
خاض ياربوروف الانتخابات التكميلية لملء المقعد الفارغ عند استقالة دانيال من مجلس الشيوخ في عام 1957 ليصبح حاكمًا. احتاج ياربوروف أصوات الأكثرية من أجل الفوز، وذلك بسبب عدم الحاجة لتنظيم جولة إعادة، فكان من المثير للسخرية أن ترشيحاته العديدة لمنصب الحاكم كانت كفيلة بجعله المرشح الأفضل لذلك المقعد. فاز ياربوروف في الانتخابات التكميلية بنسبة 38% من الأصوات لينضم إلى زميله ليندون بي. جونسون في مجلس الشيوخ. احتل النائب الأمريكي مارتن دايز جونيور، المعروف بتحقيقاته في التسلل الشيوعي، المركز الثاني بنسبة 30%. احتل المحامي الجمهوري ثاد هاتشيسون من هيوستن المركز الثالث بنسبة 23% من الأصوات.
شغل جيمس بورين منصب مدير حملة ياربوروف ورئيس طاقمه. كان رالف ياربوروف خلال خدمته مختلفًا تمامًا عن أعضاء مجلس الشيوخ الجنوبي. لم يؤيد البيان الجنوبي المعارض للاندماج، ودعم الأهداف الديمقراطية الوطنية لمزيد من التمويل للرعاية الصحية والتعليم والبيئة. عمل كأحد المحاربين القدامى على توسيع قانون إعادة التعديل المتعلق بالجنود لصالح المحاربين القدامى في الحرب الباردة. تجسد أول انتصار تشريعي كبير لياربوروف بالتمرير الناجح لقانون تعليم الدفاع الوطني لعام 1958، والذي بدأ التمويل الفيدرالي للقروض والمنح للجامعات وطلابها.
هزم ياربوروف المحافظ ويليام إيه. بلاكلي، رجل الأعمال المليونير من دالاس الذي كان مدعومًا من قبل دانيال، بسهولة في عام 1958 في الانتخابات التمهيدية الديمقراطية. كان بلاكلي عضوًا مؤقتًا في مجلس الشيوخ منذ يناير حتى أبريل عام 1957؛ ولكنه لم يخوض الانتخابات التكميلية التي هزم فيها ياربوروف دايز وهاتشيسون. عُيِّن بلاكلي بدلًا من ذلك سيناتورًا مرة أخرى في عام 1961، وخاض انتخابات تكميلية أخرى ليهزمه الجمهوري جان تاور.
انطلق ياربوروف في العام الديمقراطي الوطني لعام 1958 للفوز في الانتخابات العامة على المرشح الجمهوري الناشر روي ويتنبرغ من أماريلو. عمل ياربوروف خلال فترة ولايته الكاملة الأولى من أجل مشروع قانون وقع عليه الرئيس جون إف. كينيدي بالاعتراف بجزيرة بادري شاطئًا وطنيًا. كان ياربوروف أثناء خدمته في مجلس الشيوخ عضوًا في مجموعة الاتحاد البرلماني الدولي منذ عام 1961 حتى عام 1970؛ وعضوًا في مجلس إدارة كلية غالوديت منذ عام 1969 حتى عام 1971.

## مناصب
- انتخب عضو مجلس الشيوخ الأمريكي [الإنجليزية]‏ عن دائرة مقعد تكساس من الفئة الأولى ‏ وقد انضم خلال فترته النيابية [الإنجليزية]‏ (3 يناير 1969 – 3 يناير 1971) للكتلة البرلمانية الحزب الديمقراطي.
- انتخب عضو مجلس الشيوخ الأمريكي [الإنجليزية]‏ عن دائرة مقعد تكساس من الفئة الأولى ‏ وقد انضم خلال فترته النيابية [الإنجليزية]‏ (3 يناير 1967 – 3 يناير 1969) للكتلة البرلمانية الحزب الديمقراطي.
- انتخب عضو مجلس الشيوخ الأمريكي [الإنجليزية]‏ عن دائرة مقعد تكساس من الفئة الأولى ‏ وقد انضم خلال فترته النيابية [الإنجليزية]‏ (3 يناير 1965 – 3 يناير 1967) للكتلة البرلمانية الحزب الديمقراطي.
- انتخب عضو مجلس الشيوخ الأمريكي [الإنجليزية]‏ عن دائرة مقعد تكساس من الفئة الأولى ‏ وقد انضم خلال فترته النيابية [الإنجليزية]‏ (3 يناير 1963 – 3 يناير 1965) للكتلة البرلمانية الحزب الديمقراطي.
- انتخب عضو مجلس الشيوخ الأمريكي [الإنجليزية]‏ عن دائرة مقعد تكساس من الفئة الأولى ‏ وقد انضم خلال فترته النيابية [الإنجليزية]‏ (3 يناير 1961 – 3 يناير 1963) للكتلة البرلمانية الحزب الديمقراطي.
- انتخب عضو مجلس الشيوخ الأمريكي [الإنجليزية]‏ عن دائرة مقعد تكساس من الفئة الأولى ‏ وقد انضم خلال فترته النيابية [الإنجليزية]‏ (3 يناير 1959 – 3 يناير 1961) للكتلة البرلمانية الحزب الديمقراطي.
- انتخب عضو مجلس الشيوخ الأمريكي [الإنجليزية]‏ عن دائرة مقعد تكساس من الفئة الأولى ‏ وقد انضم خلال فترته النيابية [الإنجليزية]‏ (29 أبريل 1957 – 3 يناير 1959) للكتلة البرلمانية الحزب الديمقراطي.
- انتخب عضو مجلس الشيوخ الأمريكي [الإنجليزية]‏ (29 أبريل 1957 – 3 يناير 1971).